# Crise na sucessão do Movimento dos Santos dos Últimos Dias
A crise na sucessão do movimento dos Santos dos últimos dias é o nome que se dá à série de eventos e disputas que ocorreram após a morte do profeta vidente e líder Joseph Smith Jr., que abalou os membros fiéis da igreja, e criou indecisão sobre quem deveria ser o sucessor. Joseph Smith Jr. e seu irmão Hyrum Smith, foram mortos por uma turba na cidade de Carthage, Illinois, nos EUA, em 27 de junho de 1844, enquanto se encontravam presos aguardando julgamento por acusações de traição.
Cinco homens foram indiciados pelos assassinatos, mas foram absolvidos pelo júri. Na época de sua morte, Smith Jr. também concorria à presidência dos Estados Unidos, tornando-se o primeiro candidato presidencial americano a ser assassinado. 
Smith Jr. ocupava vários cargos na ingreja fundada por ele: 'Profeta, Vidente, Revelador e Tradutor', 'Presidente da Igreja', 'Presidente da Primeira Presidência' e 'Administrador Fiduciário'. Não estava claro se todos esses cargos deveriam ser exercidos conjuntamente por um único sucessor, e não era muito explícito quem deveria ser esse sucessor. 
O próximo presidente e profeta escolhido foi o apóstolo sênior, ou seja, que teria mais tempo como apóstolo, que no caso era Brigham Young, também governador do Estado de Illinois, EUA, mas muitos homens queriam o cargo de presidente, solicitando outras formas de escolha do sucessor.  Estes foram então foram expulsos da Igreja (excomunhão) e por isso muitos deles, revoltados, formaram outras igrejas com seus seguidores, fazendo surgir dissidências e a criação de diferentes organizações religiosas, embora mantendo a crença comum no livro de Mórmon. 
Porém, 90% dos mórmons seguiram Brigham Young e aceitaram como seu novo líder, afirmando ser a vontade de Deus, passando esse a ser considerado o segundo profeta dentre os membros da A Igreja de Jesus Cristo dos Santos dos Últimos Dias. A igreja instituiu um sistemático programa missionário, através do qual envia anualmente milhares de jovens entre 18 e 26 anos para um trabalho de proselitismo de dois anos ininterruptos, de forma a ser hoje uma das igrejas cristãs que mais cresce atualmente em todo o mundo (dados de 2002) com 16.469.012 de membros.
Um outro grupo, cerca de 5%, apoiou Joseph Smith III, filho de Joseph Smith Jr., como seu sucessor, pois acreditavam que deveria ser pela ordem da família, assim como reis nas monarquias. Esse segundo grupo ficou conhecido como A Igreja Reorganizada de Jesus Cristo dos Santos dos Últimos Dias, sendo seu nome alterado para Comunidade de Cristo no início da década de 2000, hoje conta com 250.000 membros.

## Sucessores e denominações resultantes
| Sucessor                | Posição na igreja                                             | Ano         | Denominações Movimento dos Santos dos Últimos Dias             | Número de membros |
| ----------------------- | ------------------------------------------------------------- | ----------- | -------------------------------------------------------------- | ----------------- |
| Brigham Young           | Presidente do Quórum dos Doze Apóstolos                       | 1844–1877   | A Igreja de Jesus Cristo dos Santos dos Últimos Dias           | 16.469.012        |
| Sidney Rigdon           | Membro Sênior sobrevivente da Primeira Presidência            | 1844–1862   | Igreja de Jesus Cristo (Bickertonita)                          | 15.000            |
| James Strang            | Élder                                                         | 1844–1856   | Igreja de Jesus Cristo dos Santos dos Últimos Dias (Strangita) | <1000             |
| Granville Hedrick       | Sem registro de ordenação, provavelmente um Élder             | 1850-1881   | Igreja de Cristo (Lote do Templo)                              | 12.000            |
| Granville Hedrick       | Sem registro de ordenação, provavelmente um Élder             | 1850-1881   | Igreja de Cristo com a mensagem de Elias                       | desconhecido      |
| Alpheus Cutler          | Membro da Presidência do Sumo Conselho e Conselho dos setenta | 1853 e 1864 | Igreja de Jesus Cristo (Cutlerita)                             | < 100             |
| Joseph Smith III (1860) | Descendente direto                                            | 1860–1914   | Comunidade de Cristo                                           | 250.000           |

https://www.lds.org/manual/doctrine-and-covenants-and-church-history-seminary-teacher-manual-2014/section-7/lesson-146-succession-in-the-presidency?lang=por